# Бурбело, Валентина Брониславовна
Валентина Брониславовна Бурбело (род. 6 мая 1951 года в Киеве) — советский и украинский языковед, педагог, специалист по стилистике французского языка, соавтор французско-украинского словаря, доктор филологических наук, профессор кафедры французской филологии Киевского университета.

## Биография
Родилась 6 мая 1951 года в Киеве в семье филолога Бронислава Бурбело. В 1973 году окончила с отличием факультет романо-германской филологии Киевского университета. Работает в Киевском университете с 1973 года: сначала как преподаватель кафедры теории и практики перевода; впоследствии как преподаватель, затем доцент и старший научный сотрудник кафедры романской филологии; доцент, а с 2000 года — профессор кафедры французской филологии.
Защитила кандидатскую диссертацию на тему «Эволюция речевых форм характеристики персонажа во французской литературе» (1981). В 1999 году защитила докторскую диссертацию по теме «Художественный дискурс в истории французского языка и культуры IX—XVIII вв.». Преподавала нормативные курсы и спецкурсы по истории французского языка, теоретической грамматики французского языка, актуальным проблемам романистики, семиотики визуального изображения в преподавании иностранных языков, актуальных проблем дискурсологии.
Стажировалась в языковом центре CAVILAM в Виши (Франция, 1994), в Европейском Центре современных языков Совета Европы в Граце (Австрия) и Трегастеле (Франция, 1995—1997); выступала с лекциями на семинаре по аудиовизуальным методам преподавания иностранных языков для румынских преподавателей в Бухаресте (Румыния, 1999), франкофонном летнем университете в Вильнюсе (Литва, 2006) и Университете Кан (Франция, 2008).
С 2002 года Валентина Бурбело — соучредитель и вице-президент Франкофонной ассоциации Украины, с 1992 года — член Украинской ассоциации преподавателей французского языка, Президент ассоциации «КОРЕ — Украина», Международного общества изучения эпохи Просвещения и Международной ассоциации «Двуязычный мир» (Безансон, Франция), эксперт Европейского Центра современных языков Совета Европы в области аудиовизуальных методов преподавания иностранных языков, Министерства образования и науки Украины.
Активная деятельница Украинского совета мира. Награждена Грамотой Верховной Рады Украины. Автор более 140 научных и научно-методических трудов. Под руководством Бурбело было защищено 2 докторские и 12 кандидатских диссертаций.
Научные интересы: история французского языка, лингвопоэтика, дискурсология, теория коммуникации, лингвопрагматика, семиотика, современные технологии в преподавании иностранных языков.

## Труды
- Лингвистика художественного текста. К., 1988;
- Историческая стилистика французского языка. К., 1990;
- Пророчества Мишеля Нострадамуса. К., 1991 (перевод в соавторстве).
- Словник французько-український / українсько-французький. Ірпінь, 1994;
- Лінгвопоетика французької словесності IX—XVIII ст. К., 1999;
- Болонський процес і реформування вищої освіти Франції (соавтор, 2004),
- Франція у Європейському просторі вищої освіти (соавтор, 2005),.
- Комунікативні стратегії. Практикум. Ч.1 і 2 (2014).